# 圣安娜高速公路
圣安娜高速公路（英語：Santa Ana Freeway）是大洛杉矶地区的一条高速公路的名称，它连接了洛杉矶的市区及其南面的圣安娜。其北端在洛杉矶市区与101号美国国道被称为“好莱坞高速公路”的路段衔接，然后作为101号国道的部分向南延伸2.95英里，然后汇入由北向南的5号州际公路。由此向南的路段改用5号州际公路的编号，路名则使用“圣安娜高速公路”。最后，5号州际公路与405号州际公路在尔湾附近汇合，之后以5号州际公路的名称继续向南，不过这一路段的名称将变为“圣迭戈高速公路”。